# Alfred Zimmerlin
 (février 2023).
Si vous disposez d'ouvrages ou d'articles de référence ou si vous connaissez des sites web de qualité traitant du thème abordé ici, merci de compléter l'article en donnant les références utiles à sa vérifiabilité et en les liant à la section « Notes et références ».
Alfred Zimmerlin est un compositeur et violoncelliste suisse né le 12 avril 1955.

## Biographie
Alfred Zimmerlin a étudié la musicologie et l'ethnomusicologie avec Kurt von Fischer et Wolfgang Laadeat, la composition avec Hans Wüthrich-Mathez et Hans Ulrich Lehmann à l'Université de Zürich. Il a activement participé à l'Atelier de Musique improvisée (WIM) de Zurich depuis 1980. Zimmerlin a reçu le Prix de la fondation C. F. Meyer en 1988. En 2001, il est invité par Pro Helvetia pour une résidence au Caire. Musicien improvisateur (au violoncelle) actif internationalement dans diverses formations avec des concerts et enregistrements pour la radio en Europe et Amérique du Nord. Le catalogue des œuvres d'Alfred Zimmerlin comprend déjà près de 70 compositions, dont des pièces pour piano, de la musique de chambre (avec ou sans électronique), vocale, orchestrale, pour le théâtre, la radio ou le film. 
Ses œuvres récentes les plus importantes sont : 
- "Neidhartlieder : Winter, Sommer" pour soprano, flûte à bec renaissance et bande magnétique (textes d'Ingrid Fichtner et Neidhart von Reuental)
- Ses Quatuors à cordes I and II,
- "Weites Land" pour violoncelle et bande magnétique
- "Euridice singt" scène pour soprano, hautbois, violoncelle, piano et CD, texte de Raphael Urweider.
- "Cueillis par la mémoire des voûtes" pour quatuor de saxophones et orchestre à cordes (créé par Xasax et la Camerata de Zürich en 2007).

On peut entendre Alfred Zimmerlin improviser sur de nombreux enregistrements avec le trio KARL ein KARL, le Tony Oxley Celebration Orchestra, Christoph Gallio, The Great Musaurian Songbook.